# Coryphantha nickelsiae
Coryphantha nickelsiae ist eine Pflanzenart in der Gattung Coryphantha aus der Familie der Kakteengewächse (Cactaceae). Das Artepitheton nickelsiae ehrt die texanische Kakteensammlerin Anna B. Nickels.

## Beschreibung
Coryphantha nickelsiae wächst einzeln oder bildet niedrige Gruppen. Die kugelförmigen glauk-dunkelgrünen Triebe erreichen bei Durchmessern von 5 bis 7 Zentimetern Wuchshöhen von bis zu 11 Zentimeter. Die Triebe sind von den sich überlappenden Dornen fast völlig verdeckt. Die weichfleischigen, bis zu 10 Millimeter langen Warzen sind stumpf konisch. Gelegentlich besitzen sie Nektardrüsen. Der meist einzelne aufrechte Mitteldorn, der gelegentlich fehlen kann, ist gerade oder etwas gebogen und 1,1 bis 1,6 Zentimeter lang. Die 13 bis 20 gedrängten weißen Randdornen weisen Längen von 1 bis 2,3 Zentimeter auf.
Die hellgelben Blüten erreichen Durchmesser von 4,5 bis 5 Zentimeter. Die graugrünen oder leuchtend grünen Früchte sind bis zu 2,3 Zentimeter lang.

## Verbreitung, Systematik und Gefährdung
Coryphantha nickelsiae ist in den Vereinigten Staaten im Süden des Bundesstaates Texas sowie in den mexikanischen Bundesstaaten Coahuila und Nuevo León unter Sträuchern auf Kalkschotter verbreitet.
Die Erstbeschreibung als Mammillaria nickelsiae durch Mary Katharine Brandegee wurde im Jahr 1900 veröffentlicht. Nathaniel Lord Britton und Joseph Nelson Rose stellten die Art 1923 in die Gattung Coryphantha. Ein nomenklatorisches Synonym ist Coryphantha sulcata var. nickelsiae (K.Brandegee) L.D.Benson (1969).
Coryphantha nickelsiae wird in der Roten Liste gefährdeter Arten der IUCN als „Least Concern (LC)“, d. h. nicht gefährdet, eingestuft.

## Nachweise